# Halmeu
Halmeu é uma comuna romena localizada no distrito de Satu Mare, na região histórica da Transilvânia. A comuna possui uma área de 45.12 km² e sua população era de 4818 habitantes segundo o censo de 2007.